# Sous-commission des droits de l'homme du Parlement européen
La sous-commission des droits de l'homme (DROI) est une sous-commission de la Commission des affaires étrangères du Parlement européen.

## Compétences
La sous-commission des droits de l'Homme traite des questions relatives aux Droits de l'Homme. De ce fait, elle se focalise particulièrement sur le contrôle de la mise en œuvre des droits fondamentaux dans l'Union européenne vis-à-vis des politiques intérieures et extérieures engagées par cette dernière et la promotion des situations spécifiques liées à la question des droits de l'Homme et des libertés fondamentales, à l'état de droit et à la démocratie,.
Chaque année, elle participe à la remise du Prix Sakharov honorant les personnes ou les organisations qui ont consacré leur existence à la défense des droits de l'homme et des libertés fondamentales.

## Organisation

### Législature 2014-2017

#### Première moitié
| Nom                        | Position au sein de la commission | Groupe politique | Pays      | Durée                          |
| -------------------------- | --------------------------------- | ---------------- | --------- | ------------------------------ |
| Elena Valenciano           | Présidente                        | S&D              | Espagne   | 7 juillet 2014-18 janvier 2017 |
| Fernando Maura Barandiarán | Vice-président                    | ALDE             | Espagne   | 7 juillet 2014-13 juillet 2014 |
| Cristian Preda             | Vice-président                    | PPE              | Roumanie  | 7 juillet 2014-18 janvier 2017 |
| László Tőkés               | Vice-président                    | PPE              | Hongrie   | 7 juillet 2014-18 janvier 2017 |
| Barbara Lochbihler         | Vice-présidente                   | Verts/ALE        | Allemagne | 7 juillet 2014-18 janvier 2017 |

#### Seconde moitié
| Nom                  | Position au sein de la commission | Groupe politique | Pays      | Durée                            |
| -------------------- | --------------------------------- | ---------------- | --------- | -------------------------------- |
| Antonio Panzeri      | Président                         | S&D              | Italie    | 25 janvier 2017-1er juillet 2019 |
| Beatriz Basterrechea | Vice-présidente                   | ALDE             | Espagne   | 5 février 2016-1er juillet 2019  |
| Cristian Preda       | Vice-président                    | PPE              | Roumanie  | 25 janvier 2017-1er juillet 2019 |
| László Tőkés         | Vice-président                    | PPE              | Hongrie   | 25 janvier 2017-1er juillet 2019 |
| Barbara Lochbihler   | Vice-présidente                   | Verts/ALE        | Allemagne | 25 janvier 2017-1er juillet 2019 |

### Législature 2019-2024

#### Première moitié
| Nom                 | Position au sein de la commission | Groupe politique | Pays        | Durée                             |
| ------------------- | --------------------------------- | ---------------- | ----------- | --------------------------------- |
| Marie Arena         | Présidente                        | S&D              | Belgique    | 10 juillet 2019 - 11 janvier 2023 |
| Irina Von Wiese     | Vice-présidente                   | RE               | Royaume-Uni | 10 juillet 2019 - 31 janvier 2020 |
| Hannah Neumann      | Vice-présidente                   | Verts/ALE        | Allemagne   | Depuis le 10 juillet 2019         |
| Karoline Edtstadler | Vice-présidente                   | PPE              | Autriche    | 10 juillet 2019-6 janvier 2020    |
| Raphaël Glucksmann  | Vice-président                    | S&D              | France      | Depuis le 10 juillet 2019         |

#### Seconde moitié
| Nom                | Position au sein de la commission | Groupe politique | Pays      | Durée                            |
| ------------------ | --------------------------------- | ---------------- | --------- | -------------------------------- |
| Udo Bullmann       | Président                         | S&D              | Allemagne | 6 février 2023 - juillet 2024    |
| Bernard Guetta     | Vice-président                    | RE               | France    | 28 septembre 2020 - juillet 2024 |
| Hannah Neumann     | Vice-présidente                   | Verts/ALE        | Allemagne | 10 juillet 2019 - juillet 2024   |
| Christian Sagartz  | Vice-président                    | PPE              | Autriche  | 28 septembre 2020 - juillet 2024 |
| Raphaël Glucksmann | Vice-président                    | S&D              | France    | 10 juillet 2019 - juillet 2024   |

### Législature 2024-2029
| Nom                  | Position au sein de la commission | Groupe politique | Pays     | Durée                     |
| -------------------- | --------------------------------- | ---------------- | -------- | ------------------------- |
| Mounir Satouri       | Président                         | Verts/ALE        | France   | Depuis le 23 juillet 2024 |
| Marta Temido         | Vice-présidente                   | S&D              | Portugal | Depuis le 23 juillet 2024 |
| Łukasz Kohut         | Vice-président                    | S&D              | Pologne  | Depuis le 23 juillet 2024 |
| Désignation reportée | Vice-président                    |                  |          |                           |
| Désignation reportée | Vice-président                    |                  |          |                           |